# 嬉子湖镇
嬉子湖镇，是中华人民共和国安徽省安庆市桐城市下辖的一个乡镇级行政单位。

## 行政区划
嬉子湖镇下辖以下地区：
肖店村、珠檀村、松桂村、朱桥村、蟠龙村、曹岗村、双店村、渔业村和松山村。